# Hedysarum falconeri
Hedysarum falconeri är en ärtväxtart som beskrevs av John Gilbert Baker. Hedysarum falconeri ingår i släktet buskväpplingar, och familjen ärtväxter. IUCN kategoriserar arten globalt som livskraftig. Inga underarter finns listade i Catalogue of Life.